# Luitpold von Bayern

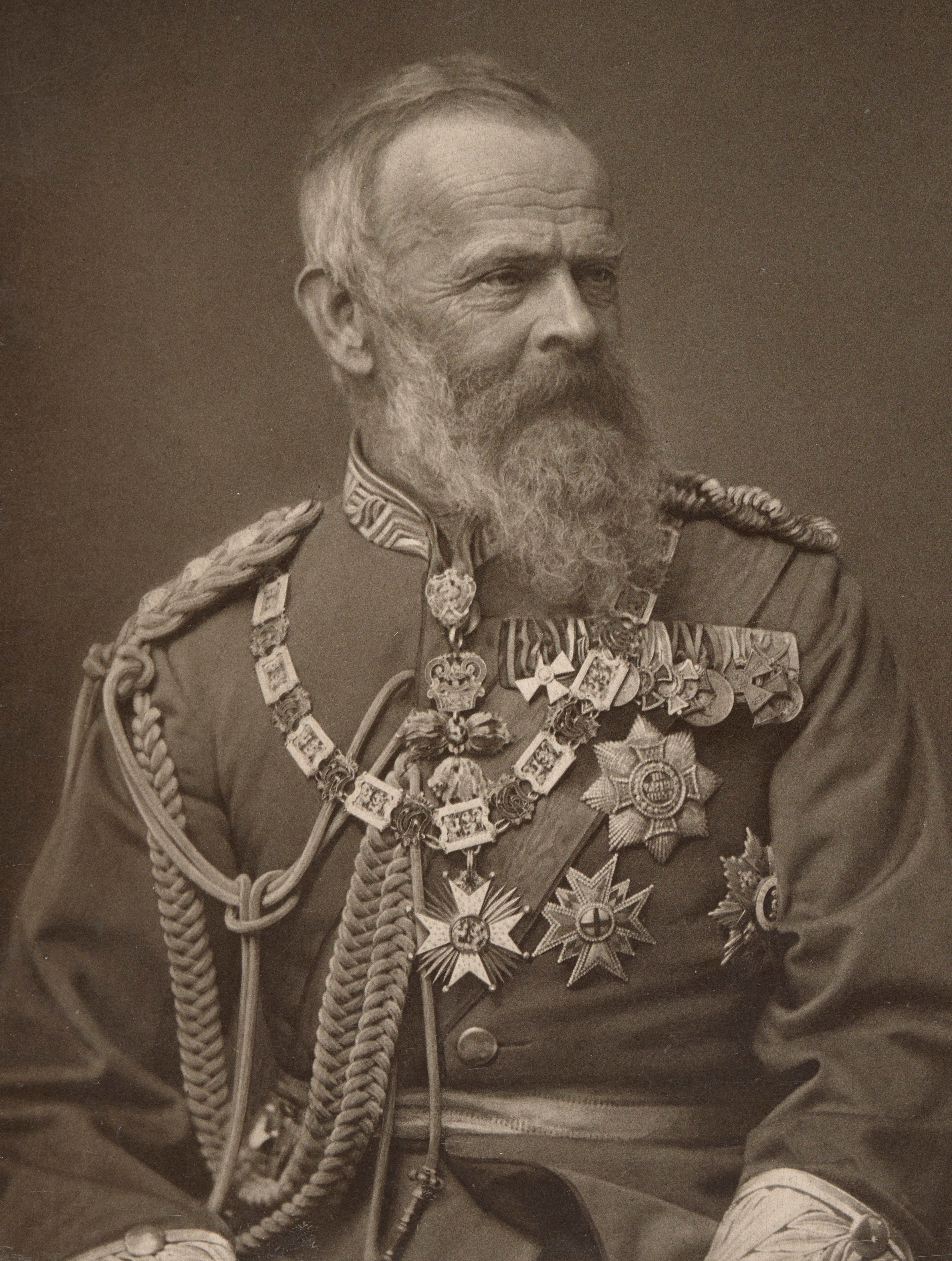
Prinzregent Luitpold von Bayern (1888)

Luitpold Karl Joseph Wilhelm von Bayern (* 12. März 1821 in Würzburg; † 12. Dezember 1912 in München) war von 1886 bis zu seinem Tod Prinzregent des Königreiches Bayern; zunächst für drei Tage für seinen Neffen König Ludwig II., dann für dessen geisteskranken Bruder Otto I. Während seine Regentschaft für München eine große kulturelle Blüte hervorbrachte, bedeutete sie für Bayern die allmähliche Rückstellung bayerischer Interessen hinter die des Deutschen Reichs.

## Leben

### Herkunft

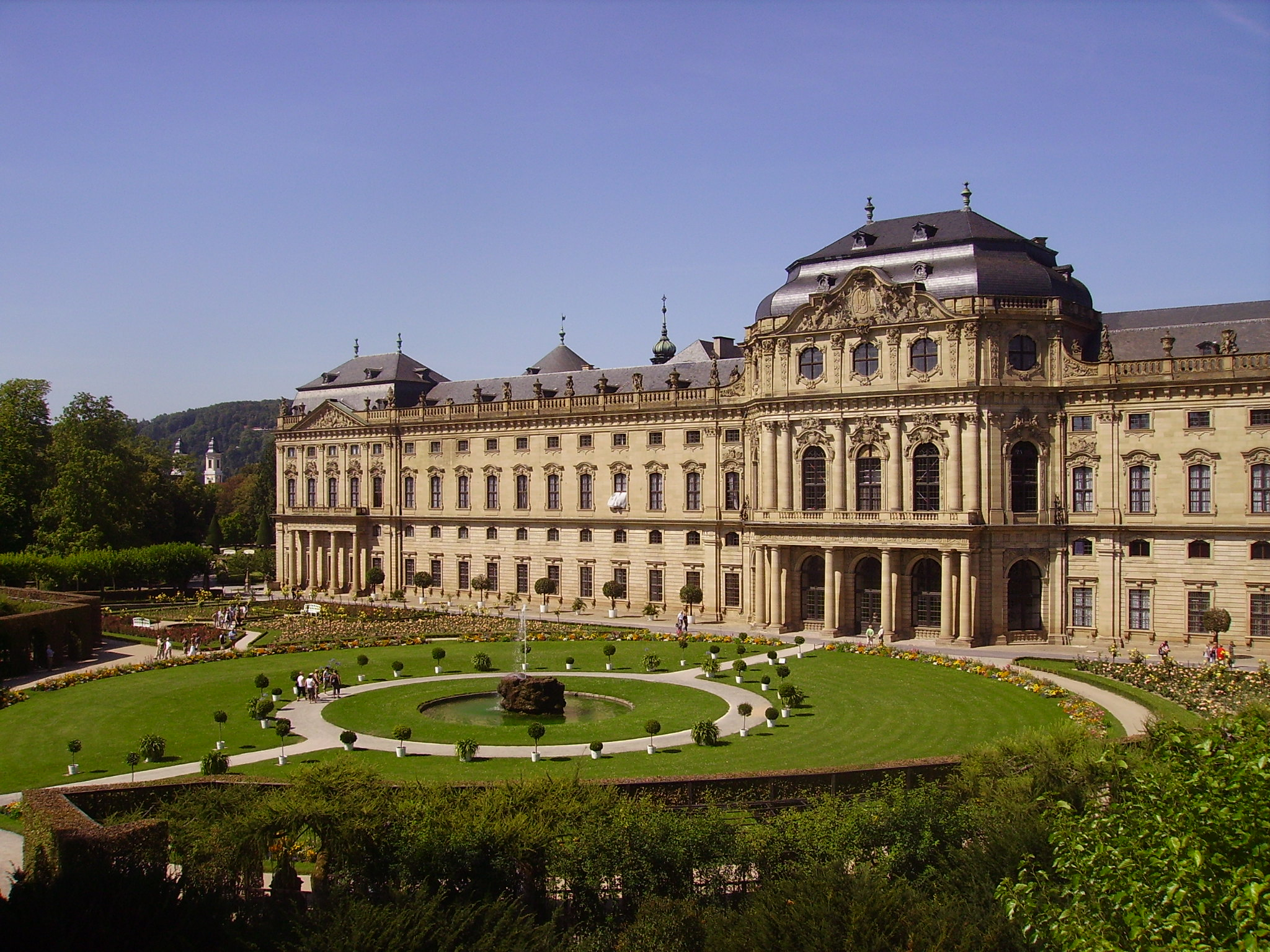
Die Würzburger Residenz, Geburtsort Luitpolds

Luitpold von Bayern wurde in der Würzburger Residenz als fünftes Kind und dritter Sohn des Königs Ludwig I. von Bayern und der Prinzessin Therese von Sachsen-Hildburghausen geboren. Seine Geschwister waren Maximilian (1811–1864, später König von Bayern), Mathilde (1813–1862), Otto (1815–1867, später König von Griechenland), Theodolinde (1816–1817), Adelgunde (1823–1914), Hildegard (1825–1864), Alexandra (1826–1875), spätere Äbtissin von St. Anna in München, und Adalbert (1828–1875). Luitpold war der Lieblingssohn seines Vaters.

### Prinz von Bayern

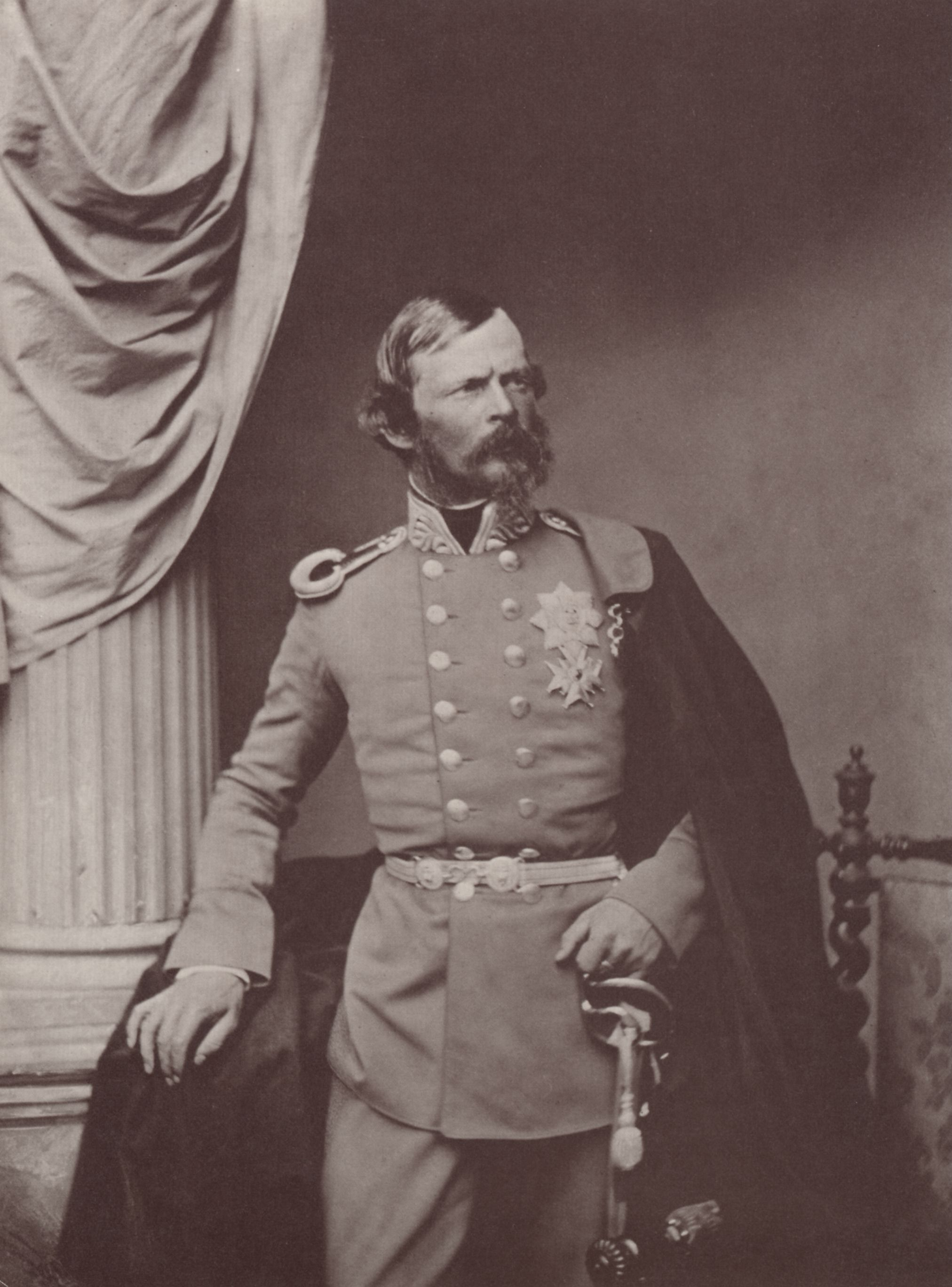
Der Prinz Luitpold in mittlerem Alter, Foto von Franz Hanfstaengl

#### Frühe Jahre
Luitpolds Militärlaufbahn begann auf Anweisung seines Vaters schon mit 14 Jahren. Dies entsprach allerdings auch der Neigung Luitpolds, der seinem Wunsch entsprechend in der Artillerie seinen Dienst antrat, eine für einen Prinzen damals ungewöhnliche Wahl. Sein Vater machte ihn 1835 zum Hauptmann der Artillerie. Im Jahr 1841 wurde er Oberst. Er brachte es seiner königlichen Stellung entsprechend in den folgenden Jahren zum Generalmajor und Feldzeugmeister, allerdings widmete Luitpold anders als andere Prinzen der Militärkarriere immer sehr viel seiner Energie und Zeit.
Im Jahr 1841 wurde er Ehrenmitglied der Bayerischen Akademie der Wissenschaften.
Luitpold unternahm ausgedehnte Auslandsreisen und lernte so seine spätere Frau, Erzherzogin Auguste Ferdinande von Österreich-Toskana, die Tochter des Großherzogs der Toskana, kennen. Das Paar heiratete am 15. April 1844 in Florenz.

#### Orientreise 1846–47
Im September 1846 begab sich Luitpold auf eine große Orientreise, die insgesamt vier Monate dauern sollte. Über die Donau (via Galatz) und das Schwarze Meer erreichte er am 7. Oktober Konstantinopel, wo er sich drei Wochen bis zum 27. Oktober aufhielt. Dort wohnte er in der österreichischen Botschaft (Internuntiatur). Der in Konstantinopel tätige österreichische Dolmetscher Theodor Ritter von Schwarzhuber verfasste einen 40-seitigen Bericht über den Aufenthalt Luitpolds in der osmanischen Hauptstadt.
Begleitet wurde Luitpold auf seiner Reise von dem späteren Hofmarschall und Baron Edmund von Speidel, seinem Leibarzt Zinth, dem Maler Paul Gottlieb Daniel Weber (1823–1916) und den beiden Söhnen von Fabio Pallavicini (1795–1872), des sardinischen Gesandten in München. Nach einer Abschiedsaudienz bei Sultan Abdülmecid I. am 25. Oktober brach die Reisegesellschaft zwei Tage später auf einem Dampfschiff des Österreichischen Lloyds in Richtung Ägypten auf und erreichte nach weiteren zwei Tagen zunächst Smyrna, dann im weiteren Verlauf Syra. Am 8. November traf man im ägyptischen Alexandria ein, wo man an Land ging. Luitpold begab sich von dort nach Kairo, wo er am 15. November mit dem Herrscher Ägyptens, Mehmed Ali (1770–1849), zusammentraf. Es folgte eine längere Fahrt auf dem Nil, bis sich Luitpold am 9. Dezember in Richtung Griechenland einschiffte. Zu einem geplanten Besuch Jerusalems scheint es nicht gekommen zu sein.
Am 12. Dezember traf Luitpold mit seinem Gefolge in Athen ein, wo er im Hafen von Piräus eine mehrtägige Quarantäne einhalten musste, bevor er in den königlichen Palast seines Bruders, Ottos I. von Griechenland, einziehen durfte. Der dann folgende, etwa zweiwöchige Aufenthalt in Athen endete am 8. Januar 1847 mit der Abfahrt nach Palermo, wozu man sich des griechischen Dampfers Otto bediente. Am 18. Januar erreichte Luitpold Neapel und begab sich dann weiter nach Florenz im Großherzogtum Toskana, dem er wegen der Herkunft seiner Frau eng verbunden war.

#### Abdankung des Vaters und Herrschaft der Brüder
In den entscheidenden Momenten der Lola-Montez-Affäre Anfang 1848 vermittelte Luitpold einer Delegation des unzufriedenen Volks eine Audienz bei seinem Vater, König Ludwig I. Diese brachte zwar keine unmittelbaren Ergebnisse, aber sie führte dem König die Unzufriedenheit seiner Untertanen vor Augen. Nur wenig später trennte sich Ludwig I. von Lola und verzichtete im selben Jahr zugunsten seines ältesten Sohnes Maximilian auf den Thron.
Unter der Regierung seines ältesten Bruders Maximilian II. (1848–1864) spielte Luitpold im Königreich Bayern keine bedeutende politische Rolle, vertrat allerdings häufig den König. Zu Maximilian hatte Luitpold ein vertrauensvolles Verhältnis, wobei Maximilian eher als Freund Preußens und Luitpold als Verbündeter Österreichs galt. Nach dem Tode von Auguste von Leuchtenberg kaufte Prinz Luitpold im Jahre 1852 das Palais Leuchtenberg, das dann nach ihm umbenannt und zu seiner Residenz wurde.
Sein anderer älterer Bruder Otto war in dieser Zeit König von Griechenland; Luitpold und seine Nachkommen waren – sollte sein Bruder ohne Erben sterben – als Thronfolger für Griechenland vorgesehen. Die neue griechische Verfassung von 1844 legte fest, dass der Thronfolger orthodoxen Glaubens sein musste. Da Luitpold es als gläubiger Katholik ablehnte, über eine Konversion nachzudenken, wurde das griechische Thronfolgerecht auf seine Söhne und seinen jüngeren Bruder Prinz Adalbert und dessen Nachkommen ausgeweitet. Bevor es dazu kam, verlor Otto jedoch seine Herrschaft infolge der Revolution von 1862.

#### Militärkommandeur und Repräsentant Bayerns
König Maximilian II. starb 1864, worauf ihm sein Sohn Ludwig II. als König von Bayern nachfolgte. Unter der Regierung seines Neffen musste Luitpold zunehmend repräsentative Aufgaben in der Hauptstadt wahrnehmen, da Ludwig sich insbesondere in späteren Zeiten jahrelang von seiner Residenz fernhielt. Das Verhältnis von König Ludwig II. zur Familie des Prinzen Luitpold war jedoch nicht besonders gut.
Im Deutschen Krieg von 1866 war Luitpold Kommandeur der 3. Division. Nach der Niederlage gegen Preußen 1866 begann Luitpold das bayerische Heer nach preußischem Muster neu zu organisieren. Dazu zählte neben organisatorischen Reformen des Militärs auch die Einführung neuer Gewehre und Maschinenwaffen, die zunächst aus dem Ausland, insbesondere Amerika, bezogen wurden, ehe auch bayerische Hersteller wie Cramer-Klett in Nürnberg oder die Maschinenfabrik Augsburg Rüstungsaufträge erhielten. 1869 wurde Luitpold Generalinspekteur der Armee, während des Deutsch-Französischen Krieges 1870/71 fungierte er als Bayerns Vertreter im preußischen Generalstab. Als solcher überreichte er am 3. Dezember 1870 dem preußischen König Wilhelm I. den sogenannten Kaiserbrief. Als Vertreter Bayerns nahm er mit seinem Neffen Otto an der Kaiserproklamation in Versailles am 18. Januar 1871 teil. 1876 ernannte ihn Ludwig II. zum Generalfeldzeugmeister mit dem Rang eines Generalfeldmarschalls.

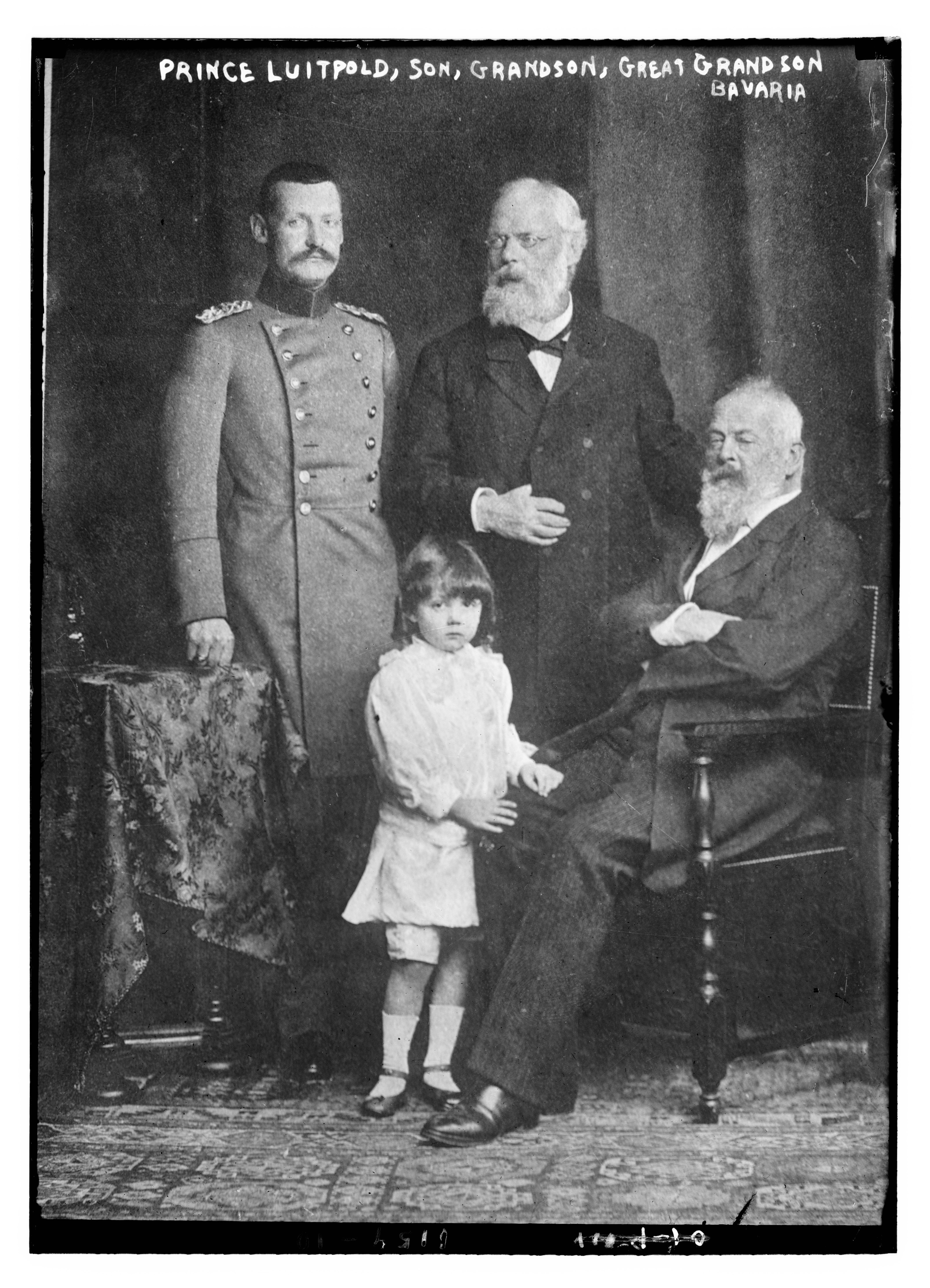
Vier Generationen der Wittelsbacher: Luitpold mit seinem Sohn Ludwig, Enkel Rupprecht und Urenkel Luitpold um 1905

Nachdem König Ludwig II. am 9. Juni 1886 entmündigt worden war, zeigte Luitpold, den der König der Verschwörung verdächtigte, am 10. Juni seine Bereitschaft zur Herrschaft im Königreich Bayern. Als Ludwig II. drei Tage später im Starnberger See ertrank, folgte ihm sein jüngerer Bruder Otto I. offiziell auf den bayerischen Thron. Da Otto aber seit seiner Jugend geisteskrank, seit 1878 entmündigt und damit regierungsunfähig war, übte Prinzregent Luitpold auch für ihn die Regentschaft aus und führte ab dem 14. Juni die Staatsgeschäfte als Prinzregent. Am 28. Juli leistete er den Regierungseid als „des Königreichs Bayern Verweser“.

### Prinzregentschaft

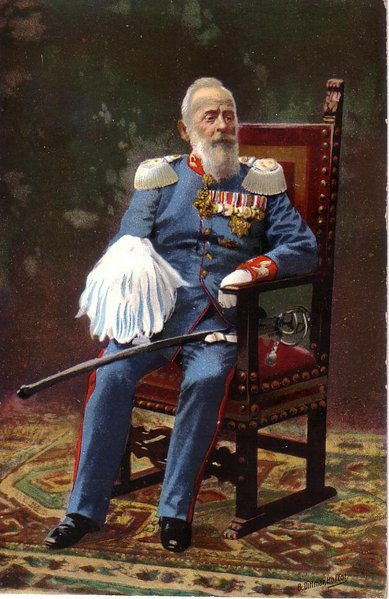
Prinzregent Luitpold an seinem 90. Geburtstag 1911

#### Verfassungsrechtliche Stellung
Laut Verfassung besaß Luitpold als Regent nicht das Recht, neue Ämter einzuführen. Außerdem sollten alle Ämter, ausgenommen jene in der Justiz, nur provisorisch besetzt werden. Ebenso sollte ein Verweser keine Krongüter verkaufen und Titel sowie andere Privilegien nicht neu vergeben können. Diese Bestimmungen ließ Luitpold jedoch schon ein Jahr nach Herrschaftsantritt zu seinen Gunsten uminterpretieren. In finanzieller Hinsicht hatte der Prinzregent nur begrenzte Mittel. Frei zur Verfügung standen ihm jährlich 800.000 Mark – weit weniger als einem König von Bayern. Dennoch zahlte das Haus Wittelsbach bis 1902 alle durch König Ludwigs Bautätigkeit angefallenen Schulden vollständig an die Gläubigerbanken zurück. Bei Thronreden stand der Prinzregent stets neben dem Thron.
Innenpolitisch errang nicht nur die Bürokratie in Bayern mehr Einfluss, als ihr nach der Verfassung zustand, es waren auch zunehmend einflussreiche politische Parteien entstanden, die die Verfassung ebenfalls nicht berücksichtigte. Auch blieben soziale Fragen, die mit der zunehmenden Industrialisierung aufgekommen waren ebenso ungelöst, wie der Umgang mit dem Verlangen der Arbeiter nach mehr Einfluss in der Gesellschaft und der neu aufstrebenden Frauenbewegung.

#### Politisches Wirken
Luitpold pflegte anders als die Könige vor ihm einen präsidial-repräsentativen Regierungsstil und hielt sich meist bei politischen Entscheidungen sehr zurück, so dass Regierung und Parlament an Macht gewannen. Luitpold überließ die Regierungsführung weitgehend seinen liberalen und reichsfreundlichen Ministerien unter den Vorsitzenden im Ministerrat Johann von Lutz (bis 1890), Friedrich Krafft von Crailsheim (bis 1903) und Clemens von Podewils-Dürniz (bis 1912). So stützte Luitpold, obwohl selbst katholisch, auch die antikatholische Haltung Lutz’ und die harte Position der bayerischen Regierung gegen die Kirche und den politischen Katholizismus. 1890 verhinderte Luitpold einen geplanten Münchener Katholikentag, setzte sich aber dennoch für eine Bereinigung des Kulturkampfes ein.
Die Stimmanteile der Liberalen schrumpften jedoch bei den Landtagswahlen dieser Zeit zunehmend, sie stellten nur noch die zweitstärkste Fraktion hinter dem Zentrum, das von den liberalen Stimmverlusten profitierte. Daneben entstanden neue Parteien wie der Bayerische Bauernbund und die Sozialdemokraten. 1893 erfolgte dann der erste Einzug der SPD in den bayerischen Landtag. Dies alles verschärfte den Druck des Parlaments auf die Regierung weiter und führte zu zunehmenden Spannungen, die einen Höhepunkt gegen Ende des 19. Jahrhunderts erreichten, als das Zentrum die antikatholische Haltung der Liberalen nicht mehr mittragen wollte.
1902 wurden vom Landtag 100.000 Mark nicht bewilligt, die der Prinzregent für den Ankauf von Kunstwerken geplant hatte. Dieser parlamentarische Aufstand erregte im ganzen Reich Aufsehen. Kaiser Wilhelm II. bot Luitpold in der Swinemünder Depesche an, ihm die nichtbewilligte Summe zu überweisen, und echauffierte sich über die „schnöde Undankbarkeit“ der bayerischen Abgeordneten. Luitpold lehnte das Angebot zwar ab – er hatte bereits zuvor von Reichsrat Ernst von Moy das Geld aus privaten Spenden zur Verfügung gestellt bekommen –, wegen der Einmischung aus Preußen aber wurde die Empörung von Zentrumsseite aus immer lauter. Die Beziehungen zu Preußen blieben somit auch nach dem Kulturkampf relativ kühl. Der Vorsitz Bayerns im diplomatischen Ausschuss des Bundesrats, der bereits 1870 Bayern zugesprochen worden war, wurde nicht genutzt und brachte dem Königreich kein zusätzliches Gewicht. Die Reservatrechte Bayerns wurden dagegen unter Luitpold in repräsentativen Bauwerken betont, wie denen für das Bayerische Armeemuseum, den Justizpalast, das Verkehrsministerium, das Polizeipräsidium oder das Hauptzollamt. Dennoch akzeptierte Luitpold die zunehmende Integration Bayerns in das Reich durchaus und widersetzte sich nur bei Fragen der Zentralisierung im militärischen Bereich – wenn auch meist erfolglos. 1906 erfolgte die Angleichung des Landtagswahlgesetzes an das Reichswahlrecht.
In seinem letzten Regierungsjahr ernannte er 1912 auf Anraten enger Vertrauter wie Peter von Wiedenmann, Hugo von Lerchenfeld und Adolf von Auer den profilierten Zentrumspolitiker – und damit erstmals seit 1869 einen Vertreter der Mehrheitsfraktion in der Abgeordnetenkammer – Georg von Hertling zum Ministerratsvorsitzenden. Dies deutete nun auf eine beginnende Parlamentarisierung Bayerns hin, denn es war auch in der konstitutionellen Monarchie zunehmend schwieriger geworden, ohne sichere parlamentarische Basis zu regieren. Hertling gehörte dem rechten Flügel der Zentrumsfraktion an, der entschieden für den Föderalismus eintrat.

#### Kulturelle Blüte

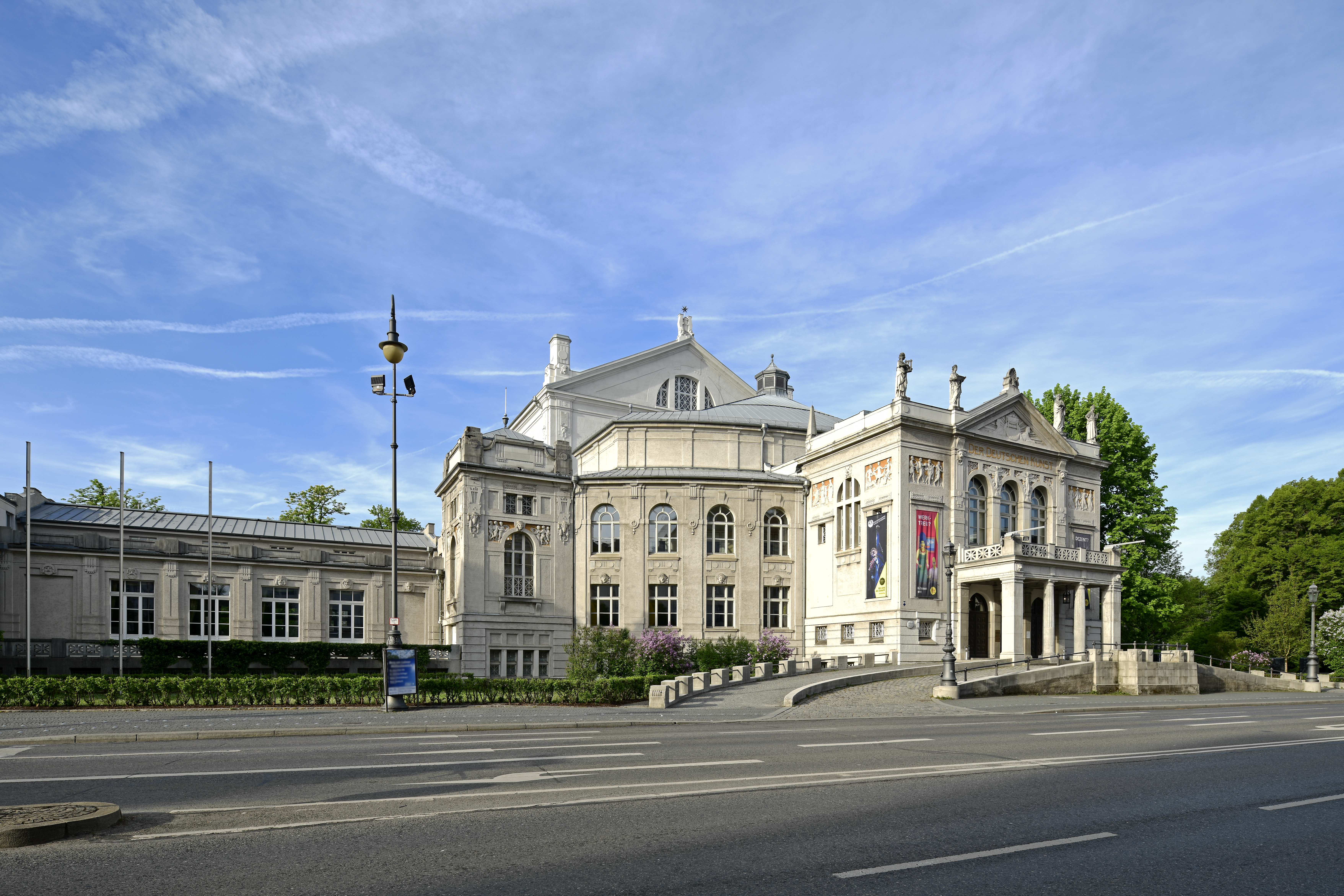
Prinzregententheater München, errichtet 1901 von Max Littmann

Unter Luitpold erlebte besonders München, namentlich Schwabing, eine große kulturelle Blüte. Aber auch die Universitäten, besonders in den Naturwissenschaften, zogen zahlreiche namhafte Gelehrte und Forscher aus ganz Deutschland und darüber hinaus an. 1903 führte er das Frauenstudium in Bayern ein. Durch die Liebe Luitpolds zur Malerei – er wurde als Kind von dem bedeutenden Architekturmaler Domenico Quaglio unterrichtet – brach in München eine fruchtbare Zeit für die bildenden Künste an, in der nicht nur die Meister der alten Schule, sondern auch die moderne und engagierte Kunst ihren Platz bekamen. Der deutsche Jugendstil erhielt in München ab 1896 seinen Namen. Der Prinzregent machte häufig unerwartete Atelierbesuche bei jungen und unbekannten Künstlern und trug durch die dann folgenden Zeitungsberichte zur Förderung dieser Künstler bei. Damit stand der Prinzregent auch hier in Gegensatz zum Kaiser in Berlin, der sogar wegen seiner Aversion gegen moderne Kunst Hugo von Tschudi entlassen hatte, der prompt eine neue Anstellung in München fand. Wie bereits unter seinem Vater geschehen, profitierte wiederum Bad Kissingen sehr von der Stadtplanung, diesmal der Prinzregentenzeit.
So wie seine Brüder für Kunst und Hellenismus, schwärmte Luitpold auch für Natur, Wald und, als Bergsteiger, für die Berge. Luitpold war ein leidenschaftlicher Schwimmer und Taucher, bis ins hohe Alter härtete er sich beim Schwimmen in Seen und Schwimmbädern ab. Schon früh begann er mit seinem zweiten leidenschaftlichen Hobby, der Jagd. Bei vielen Jagden war er ein gern gesehener Gast, und Oberstdorf machte er zu seiner offiziellen Hofjagd. Luitpold war oberster Jagdherr von über 130.000 Hektar königlicher Leibgehege, rund 15 % des Staatswaldes. Das Jagdjahr sah ihn in ganz Bayern, vom Spessart über Ingolstadt und München bis ins oberbayerische und Allgäuer Gebirge. Dort in Oberstdorf spendete er den Kindern an seinem Geburtstag nicht nur einen schulfreien Tag, sondern auch jedem Kind eine Semmel mit Wurst und jedem Kind ab dem dritten Schuljahr einen Schoppen Bier. Zahlreiche derartige Anekdoten über die Volkstümlichkeit des Prinzregenten werden noch heute in Bayern erzählt.

### Letzte Tage und Tod

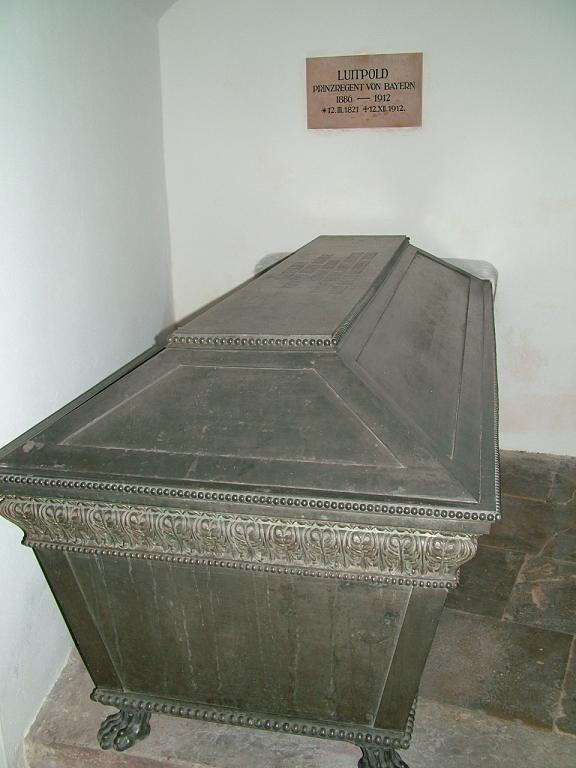
Sarg von Prinzregent Luitpold in der Krypta der Theatinerkirche

Anlässlich seines 90. Geburtstages am 12. März 1911 erhielt das staatliche Eisenhüttenwerk in Amberg den Namen „Luitpoldhütte“, die Münze prägte erstmals Markstücke mit Luitpolds Bildnis und es erschienen erstmals Briefmarken, die sein Porträt an Stelle des bayerischen Staatswappens zeigten. Auf den Wunsch der Münchner Stadtväter, ihm am Nationalmuseum ein Denkmal zu errichten, reagierte er mit der Bitte, damit bis nach seinem Tod zu warten, da er sonst an dieser Stelle nicht mehr vorübergehen könne.
Noch am 10. Dezember 1912 fuhr der Prinzregent im Englischen Garten spazieren und begrüßte ihm bekannte Persönlichkeiten mit Handschlag. Am 11. Dezember kam es zu einer hartnäckigen Bronchitis mit hohem Fieber. Luitpold starb am nächsten Morgen gegen 5:00 Uhr im Alter von 91 Jahren. Nach seinem Tod folgte ihm sein Sohn Ludwig im Amt des Prinzregenten von Bayern nach.
Zu seiner Trauerfeier versammelte sich der gesamte europäische Adel in München. In seiner Grabrede bezeichnete Kaiser Wilhelm II. ihn als den „letzten Ritter“. Prinzregent Luitpold wurde in der Krypta der Theatinerkirche in der Familiengruft der Wittelsbacher beigesetzt.

## Politische Wahrnehmung der Prinzregentenzeit
Die „Prinzregentenzeit“, wie die Regentschaft Prinz Luitpolds häufig bezeichnet wird, gilt aufgrund der politischen Passivität Luitpolds als Ära der allmählichen Rückstellung bayerischer Interessen hinter die des Deutschen Reiches. In Verbindung mit dem unglücklichen Ende der vorausgegangenen Herrschaft König Ludwigs II. wirkte dieser Bruch in der bayerischen Monarchie umso stärker. Die Verfassungsänderung von 1913 schließlich brachte nach Ansicht von Historikern den entscheidenden Bruch in der Kontinuität der Königsherrschaft, zumal diese Änderung vom Landtag als Volksvertretung bewilligt worden war und somit indirekt einen Schritt weg von der konstitutionellen hin zur parlamentarischen Monarchie bedeutete. Die Verbindung dieser beiden Entwicklungen wird heute als Hauptursache für das unspektakuläre und ohne Widerstände erfolgte Ende des bayerischen Königreiches im Zuge der Novemberrevolution von 1918 betrachtet.
Im Laufe seiner 26-jährigen Regentschaft verstand es Prinzregent Luitpold, durch Bescheidenheit, Tüchtigkeit und Volkstümlichkeit das anfängliche Unbehagen seiner Untertanen zu überwinden. Diese Prinzregentenjahre wurden schließlich – vor allem in der Rückschau – zu einem goldenen Zeitalter Bayerns verklärt, auch wenn man dem „Märchenkönig“ Ludwig II. weiterhin nachtrauerte, was in einer folkloristisch-nostalgischen Weise bis heute geschieht.
Da der Prinzregent schon lange Witwer war, nahm seine Schwester Adelgunde von Modena-Este die Verpflichtungen der ersten Dame im Staat wahr.

## Nachwirkung und Gedenkkultur

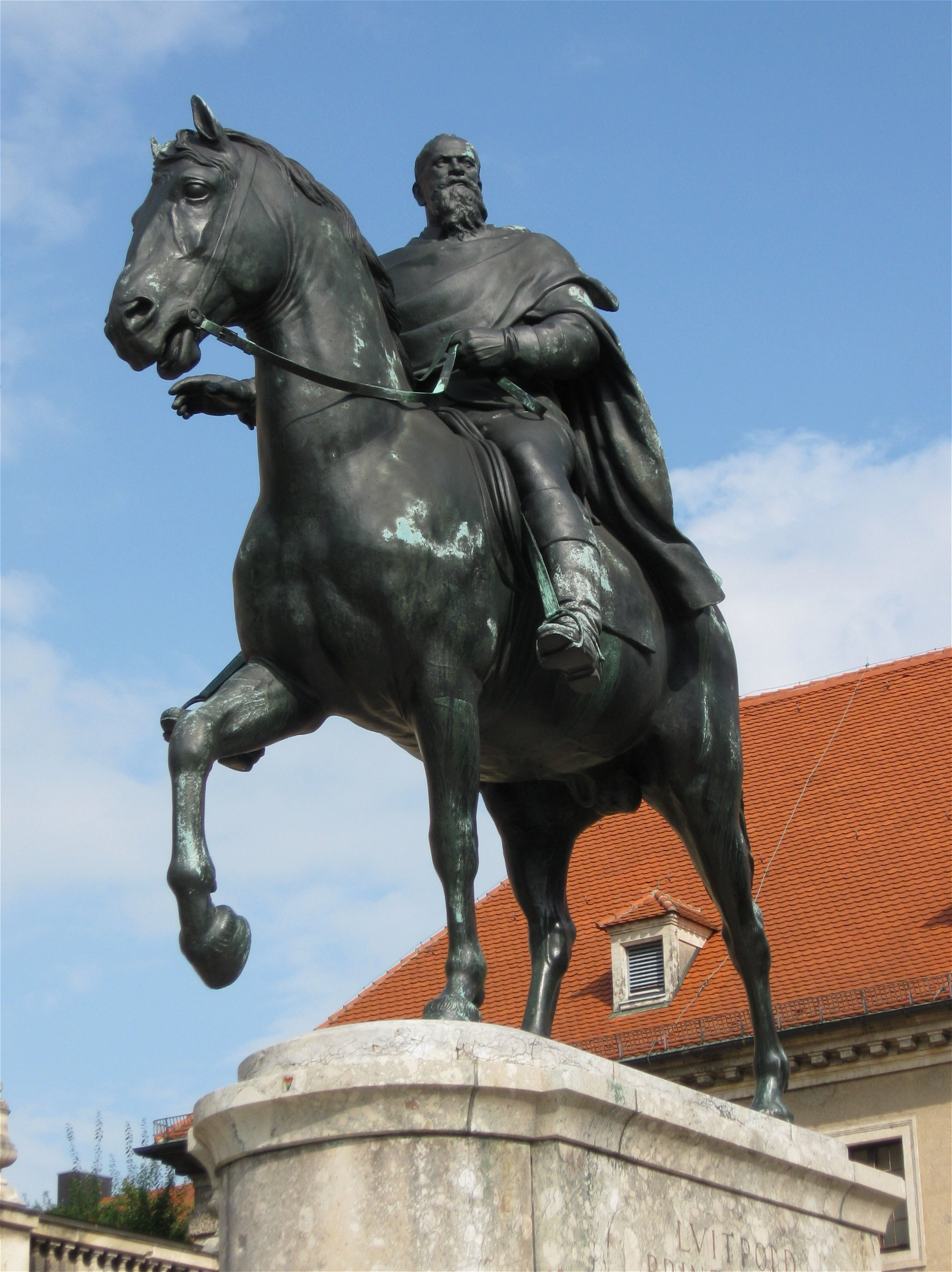
Prinzregentendenkmal München, errichtet 1913 von Adolf von Hildebrand

Zahlreiche „Prinzregenten-“ oder „Luitpoldstraßen“ in Bayern und der bayerischen Pfalz, das an der Münchner Prinzregentenstraße gelegene Prinzregententheater, der Münchner Luitpoldpark und der Berchtesgadener Luitpoldpark sowie der „Luitpoldhain“ mit „Luitpoldhalle“ in Nürnberg (später bekannt geworden als Teil des Reichsparteitagsgeländes), der Ludwigshafener „Luitpoldhafen“ und die „Prinzregententorte“ wurden nach ihm benannt.
Es gibt ein Weißbier namens Prinzregent Luitpold.
Statuen und Denkmäler des Prinzregenten stehen beispielsweise in Augsburg, München (am Neuen Rathaus, im Justizpalast, vor dem Bayerischen Nationalmuseum), Oberstdorf, Heilsbronn, Füssen und Landau in der Pfalz; Luitpoldbrunnen gibt es u. a. in Bad Königshofen, Augsburg, Kulmbach, Ansbach, Edenkoben und München (vor dem ebenfalls nach ihm benannten Café Luitpold).
In seiner Geburtsstadt Würzburg wurden die ehemalige Luitpoldbrücke (heute Friedensbrücke), das Luitpoldmuseum (heute Museum für Franken), das Luitpoldkrankenhaus (das heutige Universitätsklinikum) und der (später in Frankoniabrunnen umbenannte) Luitpoldbrunnen nach ihm benannt. Ein 1899 geplantes Denkmal für Luitpold wurde 1903 an der Ostseite des Bahnhofsvorplatzes eingeweiht. 1943 wurden die Bronzefiguren des Denkmals für die Rüstungsproduktion eingeschmolzen; 1964 wurde das restliche Denkmal abgerissen.
In Freising besteht eine weitere Luitpoldbrücke.
Der Deutsche Alpenverein besitzt in den Allgäuer Alpen das nach ihm benannte Prinz-Luitpold-Haus auf 1846 Metern Höhe. Das Grundstück dazu stammt vom Prinzregenten. Dieter Seibert meint dazu: „Ein herrlicher Platz, den der Prinzregent den Bergsteigern seinerzeit geschenkt hatte“.
1902 errichtete der Frankenwaldverein den Prinz-Luitpold-Turm auf dem mit 795 m höchsten Berg des Frankenwaldes, dem Döbraberg, bei Schwarzenbach am Wald.
Ihm zu Ehren benannte „Luitpoldhöhen“ gibt es unter anderem in Amberg, Cham (mit Aussichtsturm), Rohrbrunn (Schloss Luitpoldshöhe), Selb, Bad Hindelang und Marktoberdorf (ursprünglich im Stil eines Landschaftsparks gestaltete Grünanlage).
Auch Schulen erhielten seinen Namen, darunter das 1887 gegründete Münchner Luitpold-Gymnasium, die 1891 vom Prinzregenten eingeweihte „Königliche Luitpold-Kreisrealschule“ in München sowie die noch ältere „Luitpold-Realschule Wasserburg am Inn“ von 1879. Des Weiteren gibt es das Prinz-Luitpold-Bad (Bad Oberdorf), den Prinz-Luitpold-Turm (Döbraberg) und die Prinzregent-Luitpold-Kinderklinik (Scheidegg). In Kitzingen trägt das Kulturzentrum Luitpoldbau, das aus einer nach dem Prinzregenten benannten Badeanstalt hervorging, den Namen auch nach dem Nutzungswandel.
In der Antarktis benannten Forscher eine Region nach ihm, das heutige Prinzregent-Luitpold-Land.
Nach Luitpold war auch der Salondampfer Luitpold benannt, der ab 1890 den Starnberger See befuhr. Das Schiff wurde allerdings nach dem Ersten Weltkrieg in München umbenannt. Ebenfalls nach ihm benannt wurde das Großlinienschiff Prinzregent Luitpold, welches 1913 als letztes Schiff der Kaiser-Klasse in Dienst gestellt wurde.
Das 1. und 7. Feldartillerie-Regiment der Bayerischen Armee trugen beide bis zu deren Auflösung 1919 den Namen ihres ehemaligen Inhabers, Prinzregent Luitpold.
Auch das magdeburgische Feldartillerie-Regiment Nr. 4 sowie das württembergische Feldartillerie-Regiment Nr. 29 trugen ihm zu Ehren seinen Namen.

## Vorfahren
| Ahnentafel Prinzregent Luitpolds von Bayern | Ahnentafel Prinzregent Luitpolds von Bayern                                                                              | Ahnentafel Prinzregent Luitpolds von Bayern                                                                              | Ahnentafel Prinzregent Luitpolds von Bayern                                                                               | Ahnentafel Prinzregent Luitpolds von Bayern                                                                                   | Ahnentafel Prinzregent Luitpolds von Bayern                                                                                      | Ahnentafel Prinzregent Luitpolds von Bayern                                                                                      | Ahnentafel Prinzregent Luitpolds von Bayern                                                                                  | Ahnentafel Prinzregent Luitpolds von Bayern                                                                                  |
| ------------------------------------------- | --- | --- | --- | --- | --- | --- | --- | --- |
| Ururgroßeltern                              | Herzog Christian III. von Pfalz-Zweibrücken (1674–1735) ⚭ 1719 Karoline von Nassau-Saarbrücken (1704–1774)               | Joseph Karl von Pfalz-Sulzbach (1694–1729) ⚭ 1717 Elisabeth Auguste Sofie von der Pfalz (1693–1728)                      | Landgraf Ludwig VIII. von Hessen-Darmstadt (1691–1768) ⚭ 1717 Charlotte von Hanau-Lichtenberg (1700–1726)                 | Christian Karl Reinhard (Leiningen-Dagsburg-Falkenburg) (1695–1766) ⚭ 1726 Katharina Polyxena von Solms-Rödelheim (1702–1765) | Herzog Ernst Friedrich II. von Sachsen-Hildburghausen (1707–1745) ⚭ 1726 Caroline von Erbach (1700–1758)                         | Herzog Ernst August I. von Sachsen-Weimar-Eisenach (1688–1748) ⚭ 1734 Sophie Charlotte von Brandenburg-Bayreuth (1713–1747)      | Karl zu Mecklenburg (1708–1752) ⚭ 1735 Elisabeth Albertine von Sachsen-Hildburghausen (1713–1761)                            | Georg Wilhelm von Hessen-Darmstadt (1722–1782) ⚭ 1748 Maria Luise Albertine zu Leiningen-Dagsburg-Falkenburg (1729–1818)     |
| Urgroßeltern                                | Herzog Friedrich Michael von Pfalz-Birkenfeld (1724–1767) ⚭ 1746 Maria Franziska Dorothea von Pfalz-Sulzbach (1724–1794) | Herzog Friedrich Michael von Pfalz-Birkenfeld (1724–1767) ⚭ 1746 Maria Franziska Dorothea von Pfalz-Sulzbach (1724–1794) | Georg Wilhelm von Hessen-Darmstadt (1722–1782) ⚭ 1748 Maria Luise Albertine von Leiningen-Dagsburg-Falkenburg (1729–1818) | Georg Wilhelm von Hessen-Darmstadt (1722–1782) ⚭ 1748 Maria Luise Albertine von Leiningen-Dagsburg-Falkenburg (1729–1818)     | Herzog Ernst Friedrich III. Carl von Sachsen-Hildburghausen (1727–1780) ⚭ 1758 Ernestine von Sachsen-Weimar Eisenach (1740–1786) | Herzog Ernst Friedrich III. Carl von Sachsen-Hildburghausen (1727–1780) ⚭ 1758 Ernestine von Sachsen-Weimar Eisenach (1740–1786) | Großherzog Karl zu Mecklenburg-Strelitz (1741–1816) ⚭ 1768 Friederike Caroline Luise von Hessen-Darmstadt (1752–1782)        | Großherzog Karl zu Mecklenburg-Strelitz (1741–1816) ⚭ 1768 Friederike Caroline Luise von Hessen-Darmstadt (1752–1782)        |
| Großeltern                                  | König Maximilian I. Joseph (1756–1825) ⚭ 1785 Auguste Wilhelmine von Hessen-Darmstadt (1765–1796)                        | König Maximilian I. Joseph (1756–1825) ⚭ 1785 Auguste Wilhelmine von Hessen-Darmstadt (1765–1796)                        | König Maximilian I. Joseph (1756–1825) ⚭ 1785 Auguste Wilhelmine von Hessen-Darmstadt (1765–1796)                         | König Maximilian I. Joseph (1756–1825) ⚭ 1785 Auguste Wilhelmine von Hessen-Darmstadt (1765–1796)                             | Herzog Friedrich von Sachsen-Hildburghausen (1763–1834) ⚭ 1785 Charlotte Georgine Luise von Mecklenburg-Strelitz (1769–1818)     | Herzog Friedrich von Sachsen-Hildburghausen (1763–1834) ⚭ 1785 Charlotte Georgine Luise von Mecklenburg-Strelitz (1769–1818)     | Herzog Friedrich von Sachsen-Hildburghausen (1763–1834) ⚭ 1785 Charlotte Georgine Luise von Mecklenburg-Strelitz (1769–1818) | Herzog Friedrich von Sachsen-Hildburghausen (1763–1834) ⚭ 1785 Charlotte Georgine Luise von Mecklenburg-Strelitz (1769–1818) |
| Eltern                                      | König Ludwig I. (1786–1868) ⚭ 1810 Therese von Sachsen-Hildburghausen (1792–1854)                                        | König Ludwig I. (1786–1868) ⚭ 1810 Therese von Sachsen-Hildburghausen (1792–1854)                                        | König Ludwig I. (1786–1868) ⚭ 1810 Therese von Sachsen-Hildburghausen (1792–1854)                                         | König Ludwig I. (1786–1868) ⚭ 1810 Therese von Sachsen-Hildburghausen (1792–1854)                                             | König Ludwig I. (1786–1868) ⚭ 1810 Therese von Sachsen-Hildburghausen (1792–1854)                                                | König Ludwig I. (1786–1868) ⚭ 1810 Therese von Sachsen-Hildburghausen (1792–1854)                                                | König Ludwig I. (1786–1868) ⚭ 1810 Therese von Sachsen-Hildburghausen (1792–1854)                                            | König Ludwig I. (1786–1868) ⚭ 1810 Therese von Sachsen-Hildburghausen (1792–1854)                                            |
| Prinzregent Luitpold von Bayern (1821–1912) | | | | | | | | |

## Nachkommen
Prinzregent Luitpold heiratete am 15. April 1844 in Florenz die Erzherzogin Auguste Ferdinande (1825–1864), Tochter des Großherzogs Leopold II. von Österreich-Toskana und seiner ersten Gattin Prinzessin Maria Anna von Sachsen. Aus der Ehe gingen vier Kinder hervor:
- Ludwig III. (1845–1921)

⚭ 1868 Erzherzogin Marie Therese von Österreich-Este (1849–1919)
- Leopold (1846–1930)

⚭ 1873 Erzherzogin Gisela Louise Marie von Österreich (1856–1932)
- Therese (1850–1925), Schriftstellerin und Ehrenmitglied der Bayerischen Akademie der Wissenschaften wegen ihrer vor allem naturwissenschaftlichen Forschungen, Dr. h. c. der Universität München
- Arnulf (1852–1907)

⚭ 1882 Prinzessin Therese von Liechtenstein (1850–1938)
Die beiden ältesten Söhne wurden 1852 bis 1863 von dem Artillerieoffizier Ferdinand von Malaisé als Erzieher und Hauslehrer betreut.

## Stiftungen
- Prinzregent-Luitpold-Stiftung zur Förderung der Kunst, des Kunstgewerbes und des Handwerks in München (1891)
- Prinzregent-Luitpold-Stiftung für arme Kinder in Aschaffenburg (1911)

## Ausstellungen
- Weltbad Kissingen & Prinzregent Luitpold – Innovativ. International. Königlich (12. Mai 2021 – 7. Februar 2022 im Museum Obere Saline)[17][18]
- Götterdämmerung II – Die letzten Monarchen (23. Juni 2021 – 16. Januar 2022; Bayerische Landesausstellung im Museum der Bayerischen Geschichte)[19]
- Glanzvolle Glückwünsche – Geburtstagsgaben für Prinzregent Luitpold (23. September 2021 – 27. März 2022 im Bayerischen Nationalmuseum)[20][21]

## Dokumentarfilme
- Die große Zeit des Prinzregenten. (= Topographie. Folge 73). 44:39 Min., Buch und Regie: Dieter Wieland, Produktion: Bayerischer Rundfunk. Deutschland 1989 (Online in der BR Mediathek).[22][23]
- Gute alte Zeit? Prinzregent Luitpold von Bayern. 43:56 Min, Buch und Regie: Bernhard Graf, Produktion: Bayerischer Rundfunk. Deutschland 2022 (Online in der BR Mediathek).[24][25]